# Форсаж 8
«Форса́ж 8» (англ. The Fate of the Furious, также употребляется, как F8 или Fast and Furious 8) — американский боевик 2017 года режиссёра Ф. Гэри Грея по сценарию Криса Моргана. Продолжение фильма «Форсаж 7» (2015), восьмая часть одноимённой франшизы. Главные роли исполняют Вин Дизель, Дуэйн Джонсон, Джейсон Стейтем, Мишель Родригес, Тайриз Гибсон, Крис «Лудакрис» Бриджес, Скотт Иствуд, Натали Эммануэль, Эльза Патаки, Курт Рассел и Шарлиз Терон. В фильме Доминик Торетто поселился со своей женой Летти Ортис, пока кибертеррористка Сайфер не принуждает его работать на неё и не настраивает его против своей команды, заставляя их найти Доминика и уничтожить Сайфер.
Выпуск восьмой части планировался с 2014 года, а подробности сюжета были впервые объявлены в марте 2015 года, когда Дизель появился на шоу Jimmy Kimmel Live! и объявили, что действие фильма будет происходить в Нью-Йорке. Подготовка к фильму началась сразу после выхода «Форсаж 7», когда Дизель, Морган и продюсер Нил Х. Мориц подписали новый контракт. После назначения первоначальной даты выпуска в том же месяце кастинг проходил с апреля по июнь. В октябре было объявлено, что Грей возглавит фильм вместо Джеймса Вана, снявшего предыдущую часть.
Основные съёмки начались в марте 2016 года в таких местах, как Миватн, Гавана, Атланта, Кливленд и Нью-Йорк, продолжая традицию франшизы снимать по всему миру. С предполагаемым бюджетом производства до 270 миллионов долларов, это один из самых дорогих фильмов, когда-либо созданных. Этот фильм является первым фильмом франшизы после Токийского дрифта, в котором Пол Уокер не снялся в роли Брайана О'Коннера после смерти Уокера в ноябре 2013 года.
Премьера фильма «Форсаж 8» состоялась 4 апреля 2017 года в Берлине, а 14 апреля компания Universal Pictures выпустила его в кинотеатрах США в обычных кинотеатрах и кинотеатрах IMAX. Критики высоко оценили постановку и последовательность действий. Тем не менее, основная критика была связана с сюжетом, персонажем Терон, самореференциальным юмором и временем выполнения, а другие сочли фильм ненужным после трибьюта Уокера в «Форсаже 7». Фильм имел кассовый успех, собрав более 1,2 миллиарда долларов по всему миру. Это девятнадцатый фильм (и второй во франшизе после «Форсажа 7»), собравший более 1 миллиарда долларов, третий самый кассовый фильм 2017 года и одиннадцатый самый кассовый фильм всех времён на тот момент. В первые выходные он также собрал 541,9 миллиона долларов по всему миру, что сделало его самым кассовым открытием в мире за всё время до выхода «Мстителей: Война бесконечности» (2018). Продолжение, «Форсаж 9», было выпущено в июне 2021 года.

## Сюжет
Доминик Торетто и Летти Ортис отправляются на медовый месяц в Гавану, где Дом бросает вызов в уличной гонке на автошоу местному гонщику Фернандо. Доминик берёт машину своего двоюродного брата, которую Фернандо хотел забрать за неуплату долга. После непростой победы в гонке автомобиль Доминика падает в море. Доминик позволяет Фернандо оставить себе его машину, заслужив его уважение, и отдаёт брату свою. На следующий день Доминик встречает загадочную женщину по имени Сайфер, у которой якобы сломалась машина. Показав некое видео на своём телефоне, она говорит, что Доминик будет работать на неё.
Вскоре после встречи Доминик и его команда, состоящая из Летти, Романа Пирса, Теджа Паркера, Рамзи и агента Люка Хоббса, помогают ему забрать ЭМП из военного аванпоста в Берлине. Во время бегства Доминик сталкивает Хоббса с дороги и похищает устройство по поручению Сайфер, в то время как Хоббса арестовывают местные власти и запирают в тюрьме строгого режима рядом с Деккардом Шоу. Позже они были вытащены из тюрьмы оперативниками Мистера Никто и его напарником Никто Младшим, которые вербуют Деккарда, чтобы помочь Хоббсу и команде найти Доминика и поймать Сайфер.
Деккард рассказал, что Сайфер ранее предлагала работу, но он отказался. Чуть позже, она присоединилась к его брату Оуэну Шоу, чтобы украсть устройство под названием «Ночная тень», после чего Сайфер предала Оуэна, поэтому Деккард хочет отомстить. Доминик и Сайфер атакуют базу и крадут «Глаз Бога». Впоследствии выясняется, что в заложниках у Сайфер находится бывшая девушка Доминика — Елена Нивес и его сын, о существовании которого Доминик ранее не подозревал.
Сайфер отправляет Доминика в Нью-Йорк, чтобы забрать ядерный чемоданчик у министра обороны России, но Доминик сумел спрятаться от камер Сайфер на достаточно долгое время, чтобы обратиться за помощью к матери Оуэна и Деккарда — Магдалине Шоу. Сайфер взламывает все машины в городе и, перепрограммируя их, атакует ими кортеж министра. Охрана отстреливает машины-зомби из шестиствольного пулемёта, но у них заканчиваются патроны. В результате кортеж оказывается обездвижен, после чего появляется Доминик. Он, угрожая распилить бензобак огромной болгаркой, забирает чемоданчик у министра. После этого Команда перехватывает Доминика, но он убегает, расстреляв Деккарда. Летти ловит Доминика, чтобы забрать кейс и попадает в засаду, подручный Сайфер Коннор Роудс пытается убить её, но Доминик ему мешает. В отместку Сайфер позже приказывает Роудсу убить Елену на глазах Доминика и его сына.
Доминика отправляют во Владово (Россия), чтобы использовать устройство ЭМП для управления атомной подводной лодкой. Это позволяет Сайфер использовать арсенал, чтобы выпустить ядерную ракету, но её перехватывает команда, оснащенная модифицированными транспортными средствами, предоставленными Мистером Никто. Тем временем, братья Шоу (Оуэн и Деккард), которые инсценировали смерть и были спасены прошлыми членами команды Доминика Тего Лео и Рико Сантосом, проникают в самолёт Сайфер, чтобы спасти сына Доминика по приказу Магдалины. Как только Деккард сообщает, что ребёнок в безопасности, Доминик предаёт Сайфер и присоединяется к своей команде, убивая Роудса за убийство Елены. Разозлившись, Сайфер запускает ракету теплового самонаведения, чтобы прикончить Доминика, но он смело маневрирует вокруг неё, и вместо Доминика ракета попадает в подводную лодку, мгновенно уничтожая её. Команда быстро формирует автомобильную блокаду вокруг Доминика, ограждая его от последующего взрыва. Со своими сорванными планами, Сайфер совершает быстрый побег, прыгая с парашютом из самолёта, оставив в нём Деккарда, Оуэна и сына Доминика.
Мистер Никто и Никто Младший навещают Доминика и его команду в Нью-Йорке и сообщают, что Сайфер все ещё на свободе и скрывается в Афинах, но все её планы сорваны. Деккард приходит с ребёнком и возвращает его Доминику, после чего он прекращает разногласия с ним, с его семьёй и с Хоббсом. Доминик решает назвать мальчика Брайаном, после чего вся команда празднует победу.

## В ролях
| Актёр              | Роль                 |
| ------------------ | -------------------- |
| Вин Дизель         | Доминик Торетто      |
| Дуэйн Джонсон      | Люк Хоббс            |
| Джейсон Стейтем    | Деккард Шоу          |
| Мишель Родригес    | Летти Ортис          |
| Тайриз Гибсон      | Роман Пирс           |
| Крис Бриджес       | Тедж Паркер          |
| Скотт Иствуд       | Никто Младший        |
| Натали Эммануэль   | Рамзи                |
| Эльса Патаки       | Елена Нивес          |
| Курт Рассел        | Мистер Никто         |
| Шарлиз Терон       | Сайфер               |
| Кристофер Хивью    | Коннор Роудс         |
| Тего Кальдерон     | Тего Лео             |
| Дон Омар           | Рико Сантос          |
| Люк Эванс          | Оуэн Шоу             |
| Патрик Ст. Эсприт  | агент Аллан          |
| Хелен Миррен       | Магдалина Шоу        |
| Селестино Корниэль | уличный гонщик Ралдо |

## Производство
Планы на восьмую часть Форсажа были впервые представлены в марте 2015 года, когда Вин Дизель появился на Jimmy Kimmel Live и объявил, что фильм будет снят в Нью-Йорке. Подготовка к фильму началась сразу же после Форсажа 7 (2015) с Вин Дизелем, Крисом Морганом и продюсером Нилом Х. Морицем. После установки исходной даты выпуска фильма в том же месяце, кастинг проходил в период с апреля по июнь 2015 года.

### Кастинг
Вин Дизель, Курт Рассел и Мишель Родригес были первыми, кто подтвердил своё участие в фильме. Тайриз Гибсон и Крис Бриджес также подтвердили своё возвращение. Позже был подписан контракт с Лукасом Блэком о появлении в фильме, где он сыграет роль Шона Босуэлла. Дуэйн Джонсон подтвердил свое участие в фильме, дополнительно намекая на возможный спин-офф фильма с участием его героя, Люка Хоббса. Джейсон Стейтем также подтвердил своё возвращение.
В апреле 2016 года, Шарлиз Терон и Кристофер Хивью были подтверждены в качестве злодейских ролей, в то время как Скотт Иствуд присоединился к актёрскому составу как агент правоохранительных органов. 17 мая 2016 года, Вин Дизель разместил на своей странице Instagram фото с Эльсой Патаки на съёмочной площадке, указывая, что она также возвращается к фильму, и, спустя два дня, появилось видео на съёмочной площадке с Натали Эммануэль, которая также играла главную роль в предыдущем фильме. В июне 2016 года, Хелен Миррен объявила в интервью Elle, что она появится в фильме.
Во время интервью с Крисом Мэнниксом 21 июля 2016 года, Лукас Блэк сообщил, что не появится в фильме из-за конфликта с графиком съёмок.

### Съёмки фильма
В соответствии со склонностью франшизы для съёмок в «экзотических» местах, таких как Дубай и Рио-де-Жанейро, в январе 2016 года было объявлено, что Universal хочет добиться одобрения со стороны Соединённых Штатов и Кубинских правительств снимать фильм на Кубе. Основные съёмки начались 14 марта 2016 года, на озере Миватн (Исландия). В конце апреля съёмка началась в Гаване. Съёмки также прошли в Кливленде, в Атланте и Нью-Йорке.

## Релиз
Русский трейлер фильма вышел 12 декабря 2016 года. 10 марта вышел финальный трейлер. В прокате фильм поставил абсолютный рекорд по мировым сборам за первые выходные, собрав 98,8 млн $ в США и 433,2 млн $ в остальном мире (в общей сложности 532 млн $). Тем самым Форсаж 8 побил предыдущий рекорд, установленный в декабре 2015 года фильмом «Звёздные войны: Пробуждение силы». Также фильм стал самым кассовым фильмом первого дня и первого уик-энда проката во многих странах. Также фильм является 30-м фильмом, преодолевшим рубеж в $1 млрд.

## Критика
Форсаж 8 получил противоречивые отзывы критиков и зрителей. На сайте Rotten Tomatoes фильм имеет рейтинг 67 % со средним баллом 6,13/10, основанном на 301 отзыве. Критический консенсус веб-сайта гласит: «Форсаж 8 открывает новую главу во франшизе, подпитываемую той же заразительной химией актерского состава и чрезмерными поклонниками экшена». Metacritic, который использует средневзвешенное значение, присвоил фильму оценку 56 из 100 на основе 45 критиков, указывая на смешанные отзывы. Зрители, опрошенные CinemaMento, дали фильму среднюю оценку «А» по шкале от А+ до F, а те, кто был в PostTrak, дали фильму 88 % общей положительной оценки и 71 % «определенной рекомендации».
Майк Райан из Uproxx дал фильму положительную рецензию, написав: «Это не мой любимый сериал — это все еще «Форсаж 7» (трудно превзойти эти прыжки с небоскреба на небоскреб, но это достойный фильм). Эти фильмы знают, что они забавные. Это забавные фильмы!» , но этот добился определенного уровня успеха и постоянной кинетической творческой энергии, что свидетельствует о его коммерческом/культурном/демографическом резонансе». Он также написал: «Если эта серия за последние 16 лет и научила нас чему-то, так это тому, что когда вы думаете, что у нее вот-вот кончится бензин, она оснащается еще более сложной системой впрыска топлива».
Дэвид Эрлих из IndieWire поставил фильму тройку и назвал его худшей частью франшизы, заявив: «Какая-то путаница противоречивых тонов и стилей, как и локаций, эта декорация, как и остальная часть фильма Грея, кажется куча случайных частей, которые были собраны вместе в надежде, что судьба каким-то образом соединит их в пригодное для эксплуатации транспортное средство. Но это не все новаторское». Он сочтет «Форсаж 8» одной из самых сильных частей сериала. Тем не менее, создатели фильма и актеры явно привержены созданию качественного продукта, избегая самоуспокоенности, которая часто преследует сиквелы боевиков». Ричард Ропер из Chicago Sun - Times поставила фильму две звезды из четырех, заявив: «Через несколько мгновений после того, как Дом стал мошенником и, очевидно, хочет их убить, они шутят. Когда они мчатся по улицам Нью-Йорка или скользят по льду, а в России убивают плохих охранников и сами едва избежав гибели, они чертовски мудры. Даже в этой нелепой вселенной неприятно слышать, как эти якобы умные люди, называющие себя «семьей», ведут себя как идиоты, которым, кажется, все равно, выживут они или умрут, или выживут ли их друзья».
Профессор международной политической экономии Ричард Э. Файнберг прокомментировал политическое значение начала фильма в Гаване в контексте изменения американо-кубинских отношений, назвав восьмую часть «любовным письмом Голливуда Гаване». Он пишет: «В драматической кульминации кубинского эпизода Дом выигрывает свою тяжелую гонку на одну милю («кубинская миля») в нос у сильного местного конкурента. Проигравший милостив: «Ты выиграл мою машину, и ты заслужил мое уважение», — признается он герою Форсажа 8. Ответ Дома столь же великодушен: «Оставь свою машину, твоего уважения мне достаточно». В данном случае восьмой фильм отражает суть отношений между Соединенными Штатами и Кубой: все основано на взаимном уважении».

## Продолжения
В 2019 был выпущен спин-офф под названием «Форсаж: Хоббс и Шоу», сюжет которого разворачивается между «Форсажем 8» и «Форсажем 9». Сюжет сфокусирован на двух персонажах франшизы — Люке Хоббсе и Декарде Шоу. Номерное продолжение основной серии под названием «Форсаж 9», снятое Джастином Лином и написанное Дэниелом Кейси, было выпущено 25 июня 2021 года.